# 高崎暢
高崎 暢（たかさき とおる）は、日本の弁護士。札幌弁護士会会長や、北海道弁護士会連合会理事長、日本弁護士連合会副会長、日本反核法律家協会副会長等を歴任した。

## 人物・経歴
北海道岩見沢西高等学校を経て、北海道大学法学部卒業。1982年弁護士登録。妻は日本共産党所属で参議院議員も務めた高崎裕子弁護士。札幌地方裁判所地方裁判所委員会委員、日本反核法律家協会副会長等を歴任。2009年札幌弁護士会会長。2010年北海道弁護士会連合会理事長。2012年日本弁護士連合会副会長。北海道原爆症認定訴訟などに携わった。